# Llengües mordovianes

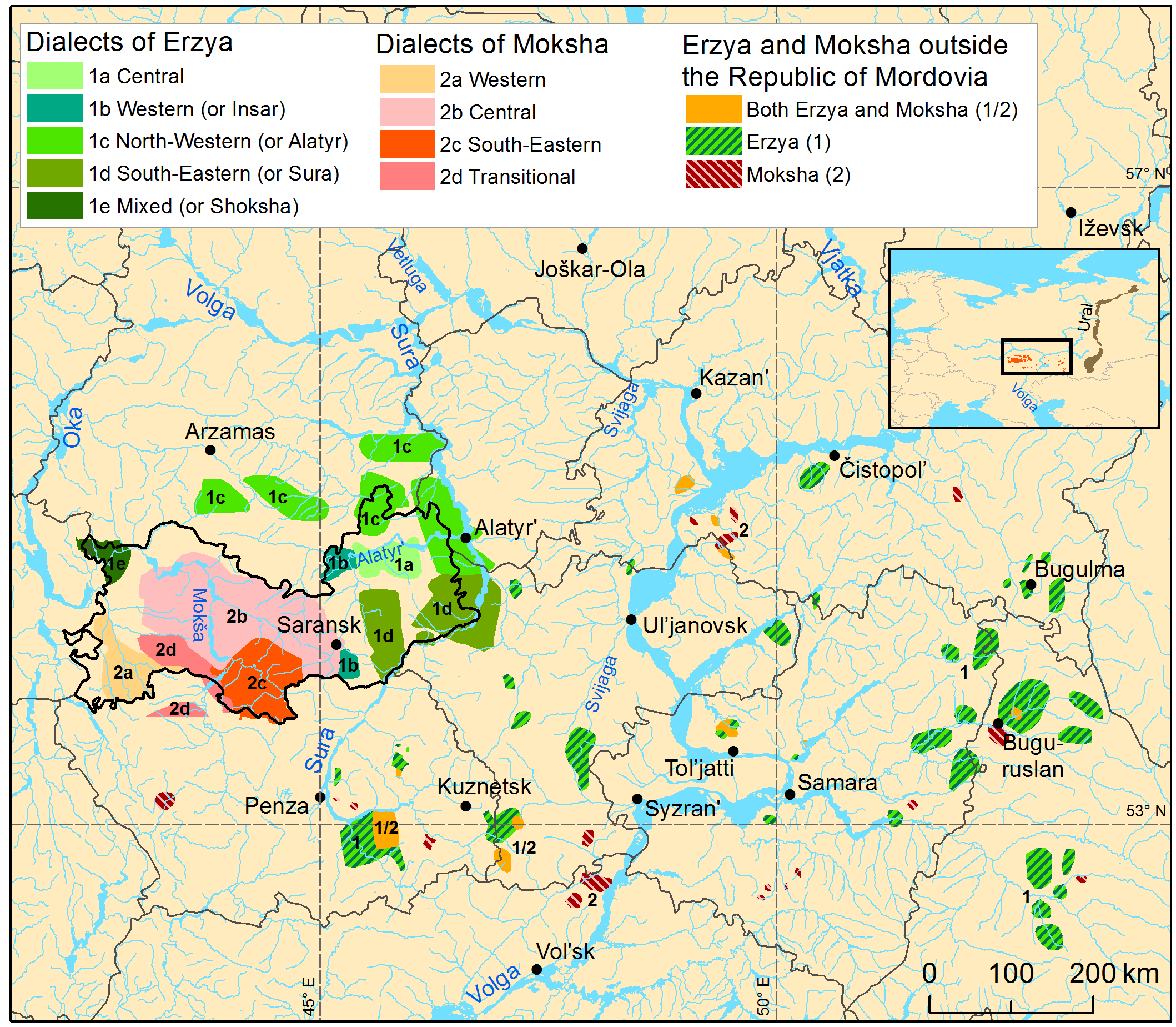
Mapa de les llengües mordovianes.

Les llengües mordovianes són un subgrup de les llengües fino-volgaiques, propera a l'udmurt, mari i komi. Es divideix en dues parles, gairebé inintel·ligibles entre si:
- Mokša (un terç dels mordovians), de pigmentació més fosca, que viuen al SE del riu Sura, en els antics gubernija de Penza i Krasnoslovodsk.
- Erz'a (dos terços dels mordovians), situats al NE del riu Oka, entre els antics gubernija de Kazan, Samara, Tambov i Nijni Nóvgorod.

També inclouen petits grups, com els qaratai, grup de mokša que habiten al districte de Kamsko Urtinsk (Tatarstan), i que fou aconvertit a l'islam en el segle xviii, alhora que han acabat adoptant com a llengua el tàtar, tot i que oficialment són ortodoxos; i els teryukhans, que viuen a Nizhni Novgorod i que han adoptat totalment la llengua i cultura russes.
Lingüísticament, J. Budenz els classifica com a fínics meridionals, amb finesos i maris, i Damner com a fínics del Volga. Setälä els considera intermedis entre els finesos i els mari. Les dues parles es diferencien fonèticament perquè la š finoúgrica es manté en mokša però en erz'a esdevé č, així šejec i šapama esdevenen čejer i čapamo, que originen happami en finès i savanyú en hongarès. Tanmateix, concorda amb les llengües baltofíniques i amb el mari en la despalatalització de *n', que dona nola (mordovià), nuole (finès), nal (mari), nyal (hongarès) i nul (komi).
|        | Nominatiu | Genitiu   | Datiu      | Ablatiu  | Translatiu | Il·latiu | Inessiu  | Elatiu    | Prolatiu | Latiu   | Abessiu     | Causatiu    |
| ------ | --------- | --------- | ---------- | -------- | ---------- | -------- | -------- | --------- | -------- | ------- | ----------- | ----------- |
| Erzya  | мастор    | масторонь | масторонен | мастордо | масторкс   | масторс  | масторсо | масторсто | масторга | мастору | масторвтомо | -           |
| Moksha | мастор    | масторонь | масторти   | масторда | масторкс   | масторс  | масторса | масторста | масторга | масторс | масторфтома | масторонкса |